# Браун, Хелен
Хе́лен Гёрли Бра́ун (англ. Helen Gurley Brown; 18 февраля 1922, Грин-Форест, Арканзас — 13 августа 2012, Нью-Йорк) — американская писательница и журналистка, феминистка, редактор женского журнала Cosmopolitan.

## Биография

### Детство
Хелен Герли Браун родилась в семье школьных учителей.

### Начало карьеры
В 1939 году Хелен Браун начала учёбу в Техасском женском колледже, а после поступила в Вудбери Бизнес-колледж в Калифорнии.

### Писательская деятельность
В 40 лет Хелен Браун выпустила свою первую книгу «Секс и одинокая девушка», в которой давала девушкам и женщинам советы, как стать финансово независимой и получать удовольствие от секса независимо от того, замужем женщина или нет. В своей работе Хелен Браун впервые открыто заговорила о сексе без обязательств и контрацепции. С тех пор многие издания приглашали Хелен Браун к сотрудничеству, она стала вести колонки в газетах и собственные рубрики на ТВ и радио.
Позже Хелен Браун выпустила книги «Секс и офис. Как сделать успешную карьеру и устроить личную жизнь», «Дамский этикет. Путеводитель для современной женщины», «Кулинарная книга одинокой девушки» (эти работы переведены на русский язык) и другие (см.ниже).

### Cosmopolitan
Пост главного редактора Cosmopolitan Хелен Браун заняла в 1965 году в возрасте 43 лет. Своей задачей как редактора Хелен видела полное изменение концепции журнала. Браун убрала рубрику домоводства, заменив её советами по стилю, и предложила новый девиз для Cosmopolitan: fun, fearless, females — «веселье, храбрость и феминизм». Хелен Браун стала первым редактором, кто разместил на обложке знаменитость, а не манекенщицу. Cosmopolitan стал публиковать моделей в бикини.
Пост главного редактора Cosmopolitan Хелен Браун покинула в 1997 году.

### Смерть
Хелен Браун скончалась в 2012 году в возрасте 90 лет . Издания Cosmopolitan по всему миру выпустили некрологи редактора.